# Hospital de Valdefuentes
Hospital de Valdefuentes, situado en las cercanías del pueblo de Galarde (municipio de Arlanzón), fue un establecimiento asistencial del Camino Francés del Camino de Santiago. Actualmente quedan de él los restos (ábside) del que fue un importante monasterio cisterciense, de estilo gótico, fundado en el siglo XII. Se sitúa en un bello valle, junto a la fuente llamada El Carnero.
Lo único que de él se conserva en pie es el ábside de la iglesia de Santa Magdalena, del siglo XIII, pues el resto de las dependencias ha desaparecido.
Sus líneas son una clara muestra de la sobriedad y sencillez cisterciense.

## Historia
El hospital estaba regentado por cistercienses y dependía del Monasterio de Veruela.
Alfonso VIII de Castilla otorgó un fuero en favor de este hospital el 7 de junio de 1187.
Era fundamental para los peregrinos, ya que allí podían descansar y recuperarse para proseguir la marcha tras la dura y peligrosa travesía de los Montes de Oca. Dura por la topografía quebrada del terreno; peligrosa por la inseguridad de un territorio plagado de asaltadores de camino.
En 1234, junto con sus dominios de Moncalvillo y Colina (uno de los núcleos de Barrios de Colina), se integró en el Hospital del Rey.